# Rhene obscura
Rhene obscura là một loài nhện trong họ Salticidae.
Loài này thuộc chi Rhene. Rhene obscura được Wanda Wesołowska & Antonius van Harten miêu tả năm 2007.